# Штельваг фон Карион, Карл
Карл Ште́льваг фон Карио́н (нем. Carl Stellwag von Carion; 28 января 1823, Обер-Лангендорф под Мериш-Нейштадт — 21 ноября 1904, Вена) — австрийский офтальмолог.

## Биография
Карл Штельваг фон Карион — сын Алоиса Петера Франца Штельвага фон Кариона, командира крепости Эйленбург на службе Тевтонского ордена. С 1841 года изучал медицину в Праге и Вене, где в 1847 году защитил докторскую диссертацию. Работал у Антона фон Розаса в венской больнице общей практики. Вопреки запрету Розаса Штельваг занимался физиологическими и гистологическими исследованиями в области офтальмологии. В 1848 году возглавил отделение офтальмологии. В 1851 году некоторое время работал в собственной практике в Брюнне, затем вернулся в Вену, чтобы заняться наукой. В 1854 году получил звание приват-доцента, заведовал глазным отделением гарнизонного госпиталя, а с 1855 года являлся доцентом Йозефинума. В 1857 году получил должность экстраординарного, а в 1873 году — ординарного профессора офтальмологии в Венском университете. Добился перевода глазной клиники Йозефинума в состав университета. В 1883 году возглавил университетскую глазную клинику. В 1894 году вышел в отставку и в 1895 году закрыл частную парктику. В 1883 году получил звание придворного советника. С 1888 года состоял в Леопольдине. В 1894 году удостоился австрийского ордена Леопольда и бразильского ордена Розы. Передал личную библиотеку в дар Инсбрукскому университету.
Штельваг фон Карион разграничил дефекты аккомодации от дефектов рефракции и ввёл понятие дальнозоркости. С 1847 года занимался гистологическими исследованиями, результаты которых он свёл воедино в своём многотомном труде «Офтальмология с естественно-научной точки зрения» (Die Ophthalmologie vom naturwissenschaftlichen Standpunkte). К этому времени его уже отчасти опередил в своих исследованиях Рудольф Вирхов. Большим успехом пользовался учебник Штельвага по практической офтальмологии 1862 года, который был переведён на несколько иностранных языков. В 1869 году Штельваг описал симптом пониженной частоты мигания при эндокринальной орбитопатии при базедовой болезни. В 1861 году Штельваг фон Карион поддержал Карла Ведля в издании первого гистопатологического атласа глаз. В поздние годы скептически относился к инновациям и отрицал асептику.

## Труды
- Die Accommodationsfehler des Auges, 1855
- Theorie der Augenspiegel: auf elementarem Wege aus den Grundsätzen der Optik entwickelt. Wien: Gerold 1854
- Die Ophthalmologie vom naturwissenschaftlichen Standpunkte. Band 1, Freiburg: Herder 1853, Band 2, Erlangen: Enke 1858
- Lehrbuch der praktischen Augenheilkunde. Wien: Braumüller 1862